# Thamnium rivale
Thamnium rivale là một loài Rêu trong họ Neckeraceae. Loài này được (Mitt.) Mitt. miêu tả khoa học đầu tiên năm 1882.